# باولا نيوتن
باولا نيوتن هي صحفية كندية، ولدت في 1968 في هاميلتون في كندا.